# Gare d’Étampes
Gare d’Étampes – stacja kolejowa w Étampes, w departamencie Essonne, w regionie Île-de-France, we Francji.
Jest stacją Société nationale des chemins de fer français (SNCF), obsługiwaną przez pociągi TER Centre jak i C6 linii RER C.